# P.D. Løvs Allé
P.D. Løvs Allé er en gade på Ydre Nørrebro i Mimersgadekvarteret. Alléen løber mellem Jagtvej og Thorsgade, parallelt med Odinsgade.
Gaden er opkaldt efter en boligspekulant, malermester og particulier Peter Ditlev Løv, der i 1890'erne opkøbte store grundarealer på Nørrebro, og siden udstykkede dem til etagebyggeri. Løv blev født 25. juni 1861 i Sønder Højrup på Fyn, og var gift med Caroline Marie, født Jensen i 1860, med hvem han fik tre døtre. De boede ikke her, men på Vesterbrogade 12 og havde muligvis også et landsted i Charlottenlund. Løv fik borgerskabsbrev i 1886 og købte en grosserertitel i 1911. Fra 1903-30 havde hans firma ”PD Løv” base i Holtegade. Løv døde 68 år gammel af hjertestop i Stavnsholt, Farum, og er begravet på Vestre Kirkegård.
På arealet, hvor Odinsgade, Odins Tværgade og P. D. Løvs Allé ligger i dag, lå tidligere den fornemme ejendom Allersbro i 1800-tallet. Den var ejet af og opkaldt efter Christian Aller (se Allersgade). Der er i dag faktisk kun beboelse i den lille pæne gade, som ender i et flot vue op mod Samuels Kirke på Thorsgade. Tre af hjørnehusene i P. D. Løvs Allé er tildelt høj bevaringsværdi.
I 1910 så beboelsen på gaden sådan her ud; i nr. 7, fra stuen og op: Ejendomsselskabet ”Falken”, Mejeriejer Jacobsen, Maskinmester Mortensen, Massøse Axeline Mortensen, Snedkermester Nielsen, Maskinmester Lund, Repræsentant Buntzen, Elektriker Nielsen, forhenværende købmand Rindom og Elektriker Olsen.
Det er værd at bemærke, at P.D. Løvs Allé faktisk er en allé (i modsætning til mange andre, der kalder sig alléer). Der er lindetræer på begge sider af gaden. Karréerne omkring P. D. Løvs Allé, Odinsgade, Odins Tværgade og den anden navnløse tværgade er opført samtidig og i samme helstøbte stil. Arkitektonisk er disse gader utrolig vellykkede, og danner et lille homogent "mini-kvarter i kvarteret".
Nr. 7-9 gemmer ikke på sit husnummer, men fremviser det stolt i et våbenskjold med skyer i ’flødeskum’ (gips iblandet cement) omkring. 
Nr. 11-13 er i meget flot jugendstil med to valmuer omkring hoveddøren og dekorative borter med plantemotiver.

## Otto Brandenburgs barndomsgade
P.D. Løvs Allé er Otto Brandenburgs barndomsgade på Nørrebro, hvor han i 1930'erne og 40'erne voksede op i en lejlighed over sin mors ismejeri på hjørnet. Stedfaren var jord- og betonarbejder. Otto gik i skole på Stevnsgade Skole, lige på den anden side af Jagtvej. Han og hans venner kaldte gaden for ”Peterrøvs Allé”. Han blev uddannet og udlært som maskinarbejder på den nærliggende Vølunds maskinfabrik. Med sin første kone, Ina Jørgensen, flyttede han siden ind i en etværelses lejlighed på det nærliggende Tagensvej. Som 35-årig forsøgte han at overtage lejligheden på P.D. Løvs Allé, efter at hans mor var død, men i stedet ”var den sgu røget til en luder henne fra Kakadu,” som han senere sagde.